# Jacobus Tollius
Jacobus Tollius (Rhenen, 1633. - Utrecht, 1696.) holland ókortörténész, orvos, utazó.

## Élete
Alexander és Cornelis Tollius egyetemi professzorok fiatalabb féltestvére volt. A Harderwijki Egyetemen tanult nyelveket és orvoslást, és doktori fokozatot szerzett. Miután Nicolaas Heinsius titkáraként szolgált, a goudai latin iskola vezetője lett. Liberális nézetei miatt eltávolították e funkciójából. Duisburgban lett professzor, ahol a katolikus hitre térése után lemondott. Külföldön kezdett utazni, főként Olaszországban. Utrechtben halt meg szegénységben.
Amsterdamban megjelent útleírásában közölte 1660-as csáktornyai látogatását Zrínyi Miklósnál. 1687-es útja során az egykori északi végvárak állapotát mutatja be. Klasszikus szerzők (Lucanus, Pseudo-Longinus) műveit közölte és magyarázta.

## Művei
- 1700 Epistolae Itineraries. Franciscus Halma, Amszterdam